# J.P. Bimeni
J.P. Bimeni, né Jean Patrick Bimenyimana Serukamba, à Bujumbura en 1976, est un auteur-compositeur-interprète britannique-burundais.

## Biographie

### Jeunesse et débuts
J.P. Bimeni naît dans la capitale du Burundi, Bujumbura en 1976 d'un père militaire et d'une mère descendant de la famille royale. Ses parents se séparent et ce dernier est élevé par sa mère entouré de ses trois frères. Bimeni fait ses études dans un pensionnat à la campagne avec les enfants des environs et découvre la musique par la danse. « Nous avions des chaussures, pas eux. [...] au Burundi, danser est aussi naturel que respirer. À l’école, nous chantions aussi tous des chansons traditionnelles africaines ».
Issu de la branche royale Ganwa par sa mère et de la tribu Tutsis par son père, Bimeni est élevé en harmonie avec les Hutus qui représentent 85 % de la population. « J'ai joué au basket avec des Hutus, je partageais un dortoir avec eux [...]. Je n'avais aucune idée réelle de la différence entre eux et moi jusqu'en 1993 ».
Il a 15 ans en octobre 1993 lorsque débute la Guerre civile burundaise. Lors d'une attaque, 150 élèves de son lycée sont brulés vifs. Bimeni tente de s'échapper mais se fait tirer dessus. « Un véhicule de l’armée m’a pris à son bord mais nous avons été suivis. La première balle a failli me toucher au visage, la deuxième m’a traversé la poitrine et au moment de tirer pour la troisième fois, il n’y avait plus de munitions. Mon chauffeur est mort mais j’ai réussi à me cacher ». Il est transporté à l'hôpital de Nairobi au Kenya. Il sollicite une bourse auprès du Haut Commissariat des Nations unies pour les réfugiés et en 1996 est accepté à l'Atlantic College au Pays de Galles alors qu'il parle très peu l'anglais. Pays de Galles« C’est au Pays de Galles que j’ai acheté des disques pour la première fois – des compilations de Ray Charles, Otis Redding, Bob Marley et Marvin Gaye ». Diplômé d' baccalauréat international, Bimeni entre à l’Université du Lancashire à Preston pour étudier l’économie et la politique. 
Enfant, Bimeni grandit en regardant l'émission Au-delà du son qui programme des artistes africains, européens et américains comme Bob Marley, Ray Charles, Fela Kuti. « Enfant, je voulais jouer de la guitare et tourner partout dans le monde. C'était mon rêve ». Sur le campus, il chante ses premières chansons lors de scènes ouvertes, accompagné de sa guitare dont il est autodidacte. « J'écoutais et je chantais de tout, puisque j'ignorais même qu'il existe des catégories en musique ».
En 2001, Bimeni emménage à Londres. Il participe à des jam sessions avec le groupe de Roots Manuva et à des scènes ouvertes avec Shingai Shoniwa. « J’étais sur scène, et d’un coup j’ai quitté mon corps. Ça m’a fait peur. [...] Si je ne trouve pas la raison pour laquelle je fais de la musique, autrement que pour moi, je ne veux pas continuer. Parce que ça peut me tuer ».

### Carrière
Pendant dix ans, Bimeni collabore avec différents groupes de reprise de différents styles (rock, funk, soul, reggae avec Mantilla, un ensemble de dix instrumentistes qui reprend Sam & Dave, avec le Jezebel Sextet qui reprend Otis Redding,  avec Saints Patience). « J'ai toujours été fan de soul, avant même de savoir la nommer. Puis, je me suis plongé dans son histoire, j'ai étudié l'identité noire et la ségrégation, j'ai remonté les racines jusqu'en Afrique, j'ai cherché ma place ».
En 2017 lors d'une tournée espagnole avec le groupe de funk Speedometer, le label Tucxone Records lui propose de devenir le chanteur du groupe The Black Belts. De leur collaboration sort en 2018 l'album Free Me. « Ce titre est un cri que je pousse, perché sur une colline, en direction du monde : libérez-moi, libérez l'Afrique des souffrances qui rythment son histoire ». Radio France décrit l'album « entre ballades soul sensuelles et jams funk débridées, les orchestrations du directeur musical Eduardo Martinez et du songwriter Marc Ibarz nous embarquent directement dans les clubs des sixties où résonnait cette soul de l'âge d'or, aussi déchirante et spirituelle que dansante et pleine d'espoir ». Pour le Le Nouvel Obs, le chanteur est le digne héritier de Lee Fields and the Expressions, Charles Bradley et Amy Winehouse. Pour Bimeni, « choisir ce genre musical, c’est également renforcer l’idée d’être Africain [...]. Ce qui importe est de reprendre le flambeau, de le ramener de l’Amérique jusqu’en Afrique et de reconnecter les deux continents pour que la jeunesse africaine cesse de regarder le pays de l’Oncle Sam comme l’eldorado. J’ai mis du temps à faire la connexion ». En 2019 le groupe se produit pour la première fois à Paris lors du festival Les Nuits de l'Alligator.
En 2022 sort le deuxième album Give Me Hope, « un sommet de groove gorgé d’optimisme [...] ; l'artiste nous offre une réflexion profonde sur le besoin d'unité [...] ; une musique élégante qui vous brûle l'âme et un groove extatique » (Radio France). Sur l'album, il rend hommage à  Martin Luther King et James Stern (en), un militant devenu président d’une organisation néonazie pour mieux la démanteler. « Comme lui, j’ai tenté de me rapprocher de mes anciens agresseurs quand je suis retourné au Burundi. Les mentalités des jeunes changent. C’est pour eux que je chante ».
Bimeni retourne pour la première fois au Burundi en 2021 et se produit pour la première fois sur scène au Rwanda en 2023 sous le pseudonyme Mudibu.
Surnommé l'Otis Redding burundais par la presse,, Bumeni chante en collaboration avec Moby en  2024 sur le titre Should Sleep.

## Discographie

### Albums
- 2018 : Free Me
- 2022 : Give Me Hope

### Collaborations
- 2023 : Should Sleep avec Moby